# Manegold der Ältere
Manegold der Ältere (* um 1034/43; † kurz vor Sommer 1094) war von 1070/1075 bis gegen 1094 Pfalzgraf in Schwaben.

## Herkunft
Die Herkunft von Manegold ist unbekannt und in der Forschung unterschiedlich vermutet worden.
Pfalzgrafen von Tübingen?
Johann Daniel Georg von Memminger vermutete 1836 in Manegold das Mitglied einer Nebenlinie der Pfalzgrafen von Tübingen, die sich nach Burg Ruck benannten, und erklärt dies durch die Besitzungen, die er dem Kloster überlassen hatte. Wie auch Decker-Hauff legt er die Verwandtschaft zu Friedrich von Büren, durch den anteiligen Besitz an Langenau, nahe.
Hupaldinger?
Heinz Bühler nahm 1977 an, dass Manegold aus der Familie der Hupaldinger bzw. Adalberte stammte.
Staufer?
Hansmartin Decker-Hauff behauptete 1977, dass Manegold (nach dem angeblichen Lorcher Translationsverzeichnis) der älteste Sohn des Staufers Friedrichs von Büren sei, des Sohnes des Pfalzgrafen Friedrich.
Die dafür angegebenen Quellen wurden jedoch nie veröffentlicht und waren wahrscheinlich nicht existent. In anderen Urkunden und Quellen ist eine solche Familienzugehörigkeit nicht erwähnt.

## Leben
Manegold wird erstmals im Jahre 1070 in einer Urkunde des Mainzer Erzbischofs Sigfried für das Mainzer Kloster St. Jakob als Pfalzgraf bezeichnet. Wie er in das Amt kam, ist in der Forschung bisher nicht geklärt (über seine Frau Adelheid als Schwiegersohn von Friedrich von Büren oder anders ??) Fünf Jahre später erscheint er erneut in einer Urkunde Kaiser Heinrichs IV. für das Kloster Cluny, zusammen mit dem bayerischen und dem rheinischen Pfalzgrafen.
Während des Investiturstreits schlug sich Pfalzgraf Manegold auf die Seite der Fürstenopposition und die Anhänger des Papstes.
1125 wurden Manegold und Adelheid als Gründer des Klosters Langenau angegeben (das 1143 nach Anhausen an der Brenz verlegt wurde).

## Ehe und Nachkommen
Manegold war mit Adelheid (* um 1040/45; † nach etwa 1090). aus dem Hause der Grafen von Dillingen  verheiratet.
Nachkommen waren angeblich (nach Bühler und Decker-Hauff)
- Manegold der Jüngere, Pfalzgraf in Schwaben 1112–25, * um 1065, † nach 1143[7]
- Adalbert von Lauterburg, Pfalzgraf in Schwaben 1125–46, * um 1070, † nach 1146
- Ulrich, * um 1070/75, † nach 1143, Mitstifter von Kloster Anhausen an der Brenz
- Walter, Bischof von Augsburg, * um 1075/80, † 1153

## Weblink
- Materialsammlung

| Personendaten    | Personendaten         |
| ---------------- | --------------------- |
| NAME             | Manegold der Ältere   |
| KURZBESCHREIBUNG | Pfalzgraf in Schwaben |
| GEBURTSDATUM     | um 1034               |
| STERBEDATUM      | um 1094               |